# Paradoxecia
Paradoxecia là một chi bướm đêm thuộc họ Sesiidae.

## Các loài
- Paradoxecia chura Arita, Kimura & Owada, 2009
- Paradoxecia gravis (Walker, [1865])
- Paradoxecia dizona (Hampson, 1919)
- Paradoxecia fukiensis Gorbunov & Arita, 1997
- Paradoxecia karubei Kallies & Arita, 2001
- Paradoxecia luteocincta Kallies & Arita, 2001
- Paradoxecia myrmekomorpha (Bryk, 1947)
- Paradoxecia pieli Lieu, 1935
- Paradoxecia radiata Kallies, 2002
- Paradoxecia similis Arita & Gorbunov, 2001
- Paradoxecia taiwana Arita & Gorbunov, 2001
- Paradoxecia tristis Kallies & Arita, 2001
- Paradoxecia vietnamica Gorbunov & Arita, 1997